# Ботанічний сад королеви Сірікіт
Ботанічний сад королеви Сірікіт (англ. Queen Sirikit Botanic Garden) — ботанічний сад у районі Май-Рим провінції Чіангмай Таїланду.  

## Історія
У 1992 році уряд Таїланду заснував Організацію ботанічного саду (BGO) для проведення ботанічних досліджень і збереження цінних рослинних ресурсів Таїланду. Організація ботанічного саду мала статус державного підприємства при канцелярії прем'єр-міністра. У жовтні 2002 року в результаті реформи державного сектора Організацію ботанічного саду було передано під управління нового міністерства — Міністерства природних ресурсів і навколишнього середовища.
Ботанічний сад королеви Сірікіт (QSBG), раніше відомий як ботанічний сад Мае-Са, є першим ботанічним садом країни створеним за міжнародними стандартами. У 1994 році з дозволу Її Величності ботанічний сад отримав нову назву «Ботанічний сад королеви Сірікіт».

## Опис
Ботанічний сад розташований в північній частині Таїланду за 27 км на північний захід від міста Чіангмай поруч з Національним парком Дойсутхеп-Дойпуй.
В саду площею близько 1000 гектарів росте більше 700 таксонів рослин.
Спеціальні колекції: місцеві голонасінні, бананові, папоротеподібні, орхідні, бромелієві і бамбукові.

## Галерея

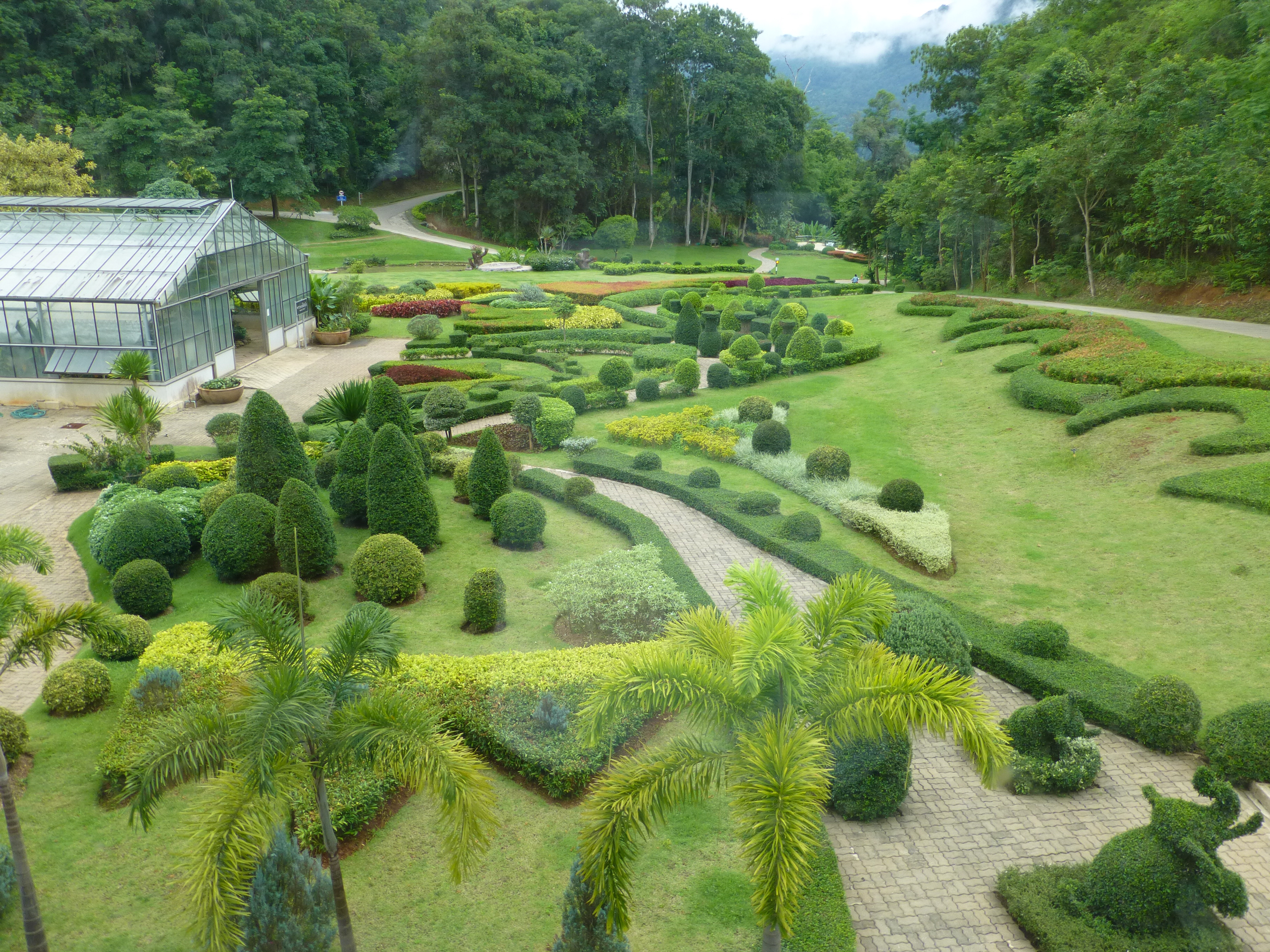
У ботанічному саду
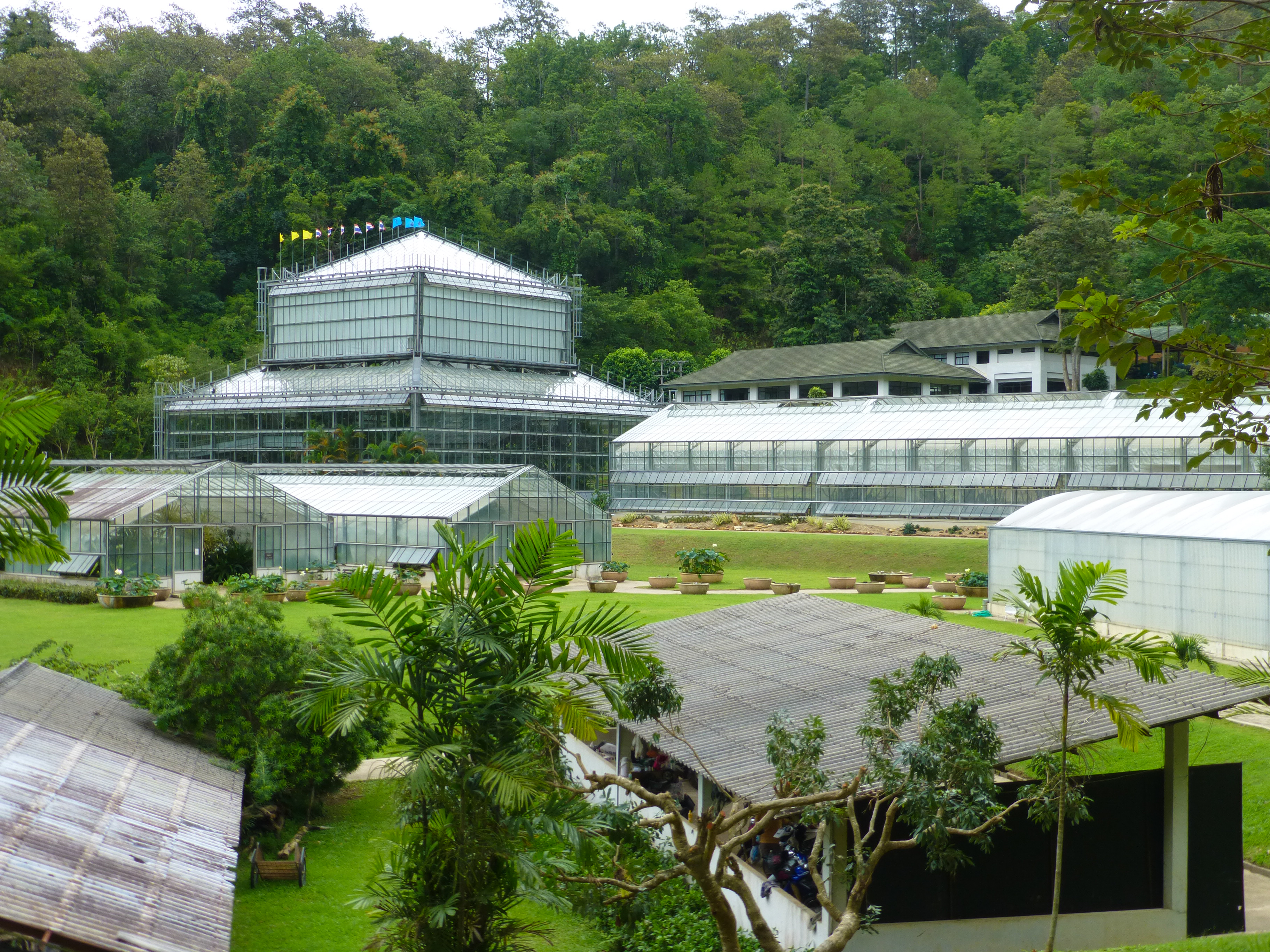
Оранжереї
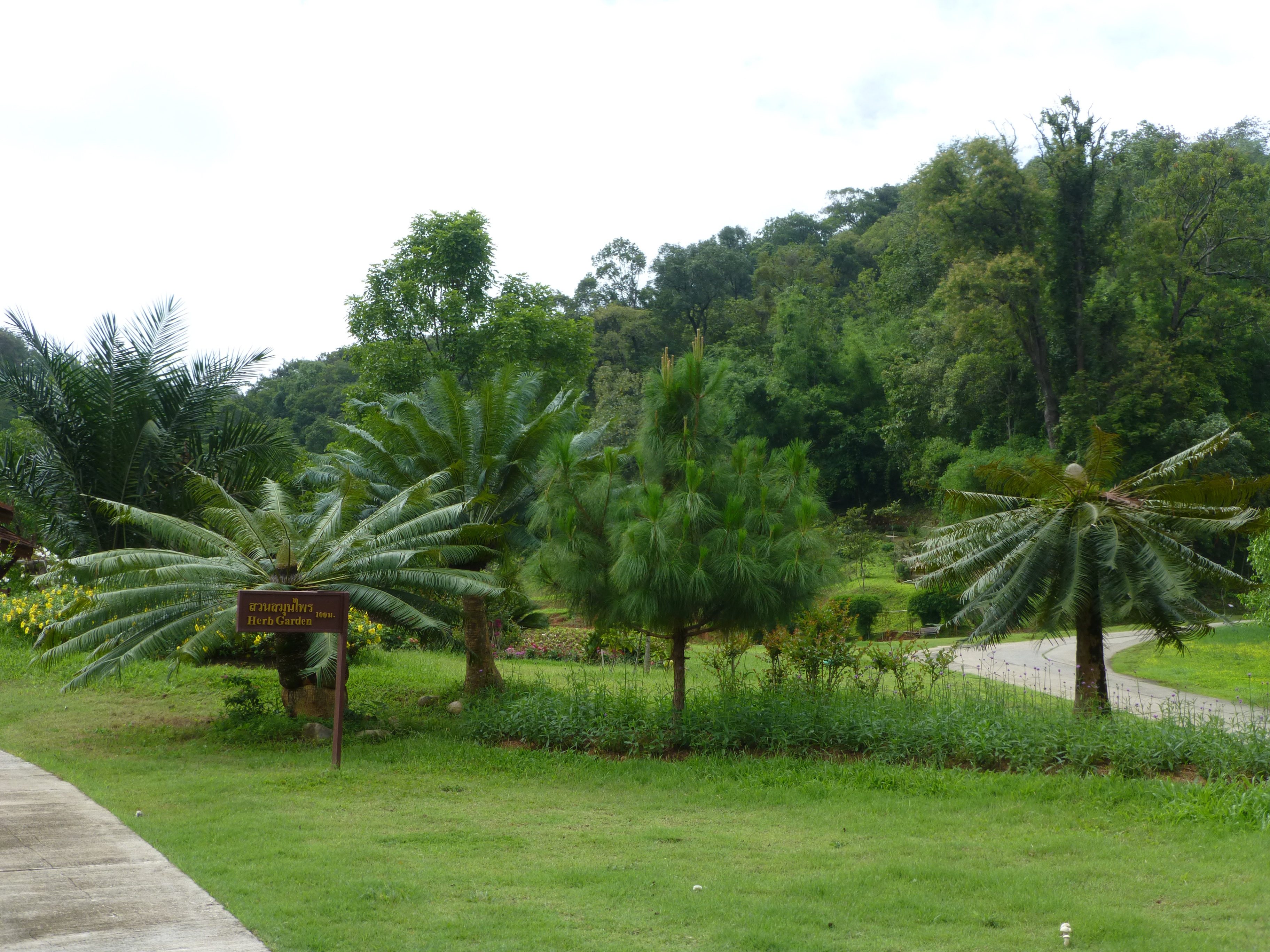
Сад лікарських рослин
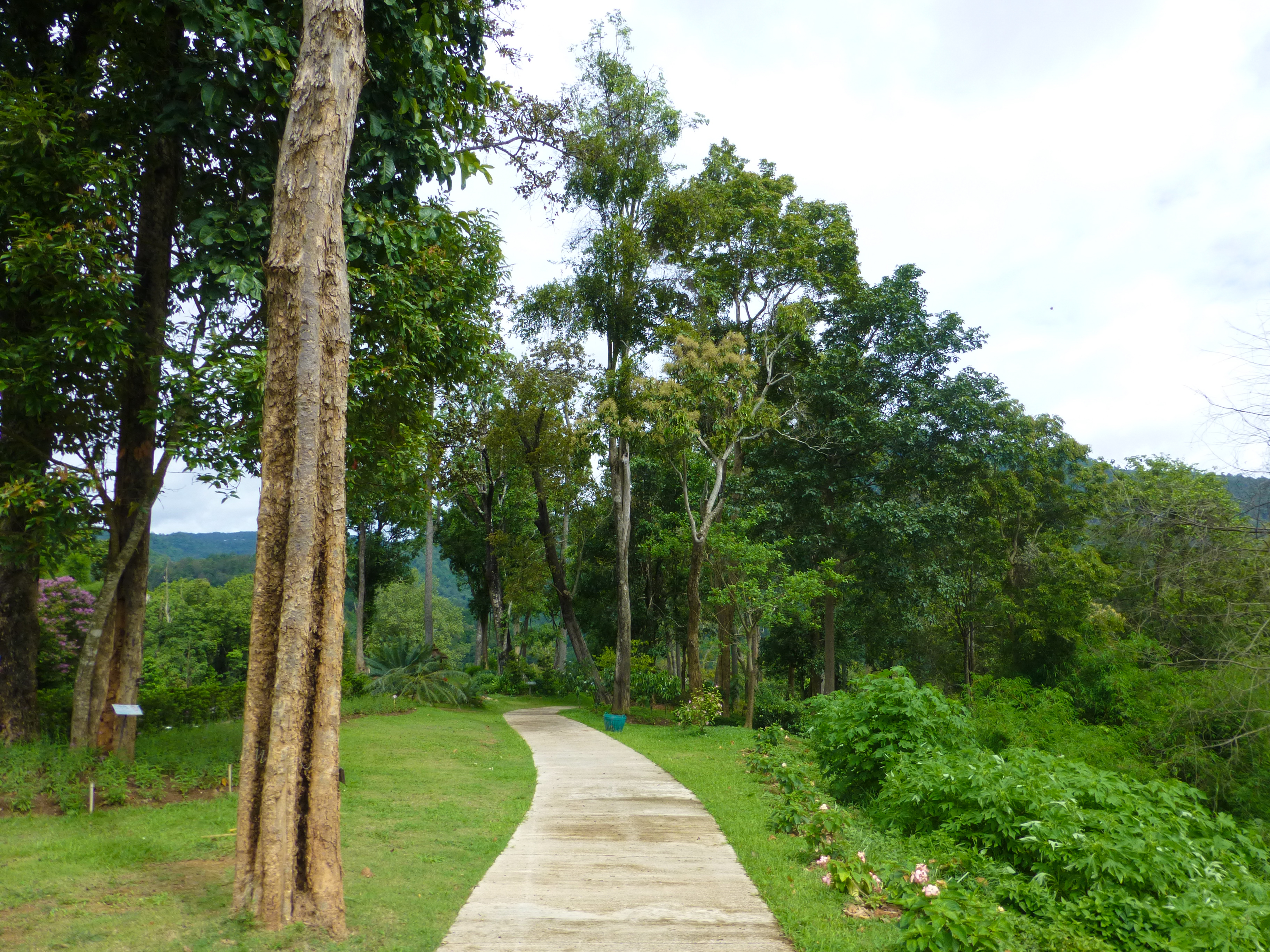
Стежка